# Poivre-Atoll
Das Poivre-Atoll gehört zur Inselgruppe der Amiranten und somit zu den Outer Islands der Seychellen im Indischen Ozean. Das Atoll liegt etwa 38 Kilometer südwestlich des Desroches-Atolls. Nächstgelegener Nachbar ist das Bertaut-Riff gut 12 Kilometer nordwestlich. Poivre besteht aus zwei Inseln und einem kleinen Eiland:
- Poivre, 1,1 km²
- Florentin, 0,024 km²
- Île du Sud, 1,356 km²

Die Landfläche addiert sich zu 2,48 km² (nach anderen Angaben 2,66 km²). Als einzige der Inseln ist Poivre bewohnt. Ein Damm, der bei Flut unter Wasser liegt, verbindet die beiden größeren Inseln miteinander. Die Gesamtfläche einschließlich der Riffplattform misst über 20 km². Es ist keine deutlich ausgebildete Lagune vorhanden. Die große, längliche Lagune zwischen den Inseln Poivre und Florentin im Norden und Süden, sowie einem Saumriff im Osten und Westen, ist sehr seicht und fällt bei Niedrigwasser trocken.
Das Atoll wurde erstmals 1771 vom Chevalier du Roslan erwähnt, der sie nach seinem Schiff L'Heure du Berger, „Ile du Berger“ (dt. „Schäferinsel“) nannte. Aber noch im gleichen Jahr wurde sie vom Chevalier de la Biollière, dem Kommandanten der L'Etoile du Matin, umbenannt zu Ehren von Pierre Poivre, einer außergewöhnlichen Persönlichkeit im ausklingenden 18. Jahrhundert.